# اس‌اس روآن
اس‌اس روآن (به انگلیسی: SS Rowan) یک کشتی بود که طول آن ۸۵٫۶ متر (۲۸۱ فوت) بود. این کشتی در سال ۱۹۰۹ ساخته شد.